# اوا یوستین
اوا هدویگ یوستین (۲۳ اوت ۱۹۰۹، درسدن؛ ۱۱ سپتامبر ۱۹۶۶، افنباخ آم ماین) محقق و نژادشناس آلمان نازی بود.

## زندگی
اوا به عنوان نخستین دختر یک کارمند قطار امپراتوری آلمان، کارل یوستین و همسرش ماگارته ابینگر در درسدن به دنیا آمد. او تحصیلات دبیرستان خود را در سال ۱۹۳۳ در ۲۴ سالگی به پایان رساند و سپس در ۱۹۳۴ در ورودی پرستاری شرکت کرد و توسط روبرت ریتر به کلینیک اعصاب دانشگاه توبینگن آورده شد.
هنگامی که ریتر در سال ۱۹۳۶ برای مدیریت مرکز تحقیقات بهداشت نژادی و بیولوژی جمعیت در سازمان بهداشت امپراتوری آلمان (RHF) فرا خوانده شد، یوستین را به همراه خود برد و او را معاون خود نمود. پس از سال ۱۹۴۳ او برای مرکز تحقیقات بهداشت نژادی و بیولوژی جمعیت در سازمان بهداشت امپراتوری آلمان یعنوان دستیار علمی کار کرد و به تنهایی بین فوریه تا اکتبر ۱۹۴۴، تعداد ۱۳۲۰ نظریهٔ کارشناسی در رابطه با نژادها امضا نمود. او تحقیقات گسترده‌ای دربارهٔ نژادشناسی انجام داد و نقش زیادی در پیشرفت این شاخه از بیولوژی دارد.

## پس از ۱۹۴۵
پس از جنگ جهانی دوم اوا به‌عنوان متهم از لحاظ سیاسی در روند نازی زدایی شناخته نشد و فقط به عنوان نیروی کار در صلیب سرخ به حساب آمد. در سال ۱۹۶۳ مذهب خود را به کاتولیک تغییر داد، در سال ۱۹۴۴ یک تحقیق میدانی روی کولی‌های ساکن فرانکفورت انجام داد و پس از آن به عنوان کارمند کلینیک اعصاب دانشگاه فرانکفورت مشغول به کار بود.

## مرگ
وی در سال ۱۹۶۶ بر اثر سرطان درگذشت.